# Sarlóscsőrű lábasguvat
A sarlóscsőrű lábasguvat (Monias benschi) a madarak osztályába, ezen belül a lábasguvatalakúak (Mesitornithiformes) rendjébe és a lábasguvatfélék (Mesitornithidae) családjába tartozó Monias nem egyetlen faja.

## Előfordulása
Madagaszkár területén honos. A sziget délnyugati részén található száraz tüskebozótosok lakója.
Elterjedési területe meglehetősen kicsi, s azon belül is csak foltokban található meg, de ahol előfordul ott még viszonylag gyakori.